# Ruinerwold
Ruinerwold est un village néerlandais de la commune de De Wolden, situé dans la province de Drenthe. Le 1er janvier 2020, la population s'élevait à 3 965 habitants.

## Géographie
Le village est situé dans le sud-ouest de la province de Drenthe, près de la ville de Meppel.

## Histoire
Ruinerwold était une commune indépendante avant le 1er janvier 1998, date à laquelle elle a fusionné avec De Wijk, Ruinen et Zuidwolde pour former la nouvelle commune de De Wolden. Le hameau de Broekhuizen a été lui rattaché à la commune de Meppel.
En octobre 2019, un père et ses six enfants, âgés entre 16 et 25 ans, sont découverts dans une ferme isolée de Ruinerwold. Cette famille y vivait dans la cave depuis des années, sans contact avec l'extérieur, dans l'attente de « la fin des temps ».